# Вулканичен нек
Вижте пояснителната страница за други значения на НЕК.
Некът (гърловина, вулканична тапа) е стълбовидно магмено тяло с относително малки напречни размери и вертикално удължено, което запълва гърлото на вулкана и застива в него. Формированието се отнася към типа на несъгласните интрузии, т.е. пресича пластовете на скалите, в които се вмества. Названието произлиза от английската дума neck, означаваща „врат“. При разрушаване на вулканичния конус тази земна форма остава да стърчи като огромна колона, забита в околните скали. Понякога нековете са всичко, което остава от най-мощните ерупции след милиони години, подложени на въздействието на вятър, вода и температурни промени.

## Формиране
Некът се формира при застиване на магма и парчета от различни вулканични материали и скали в гърлото на активен вулкан, запушвайки по този начин изхода му, който обикновено попада в кратера. Така формираните скали представляват груба маса, обикновено с цилиндрична форма, от която под повърхността се образуват дайки, а в гърлото – некове. Могат да се появят като изкопаеми останки от вътрешността на вулкана. Сечението на нека обикновено има формата на кръг, елипса, лещовидна е, или неправилна. Напречният размер на това сечение варира от няколко метра до 1,5 km и повече.
Вулканичните некове обгръщат потока магма, който може да бъде все още до голяма степен течен, или напълно застинал, в зависимост от степента на активност на вулкана. Често представляват удължени надолу и сравнително тънки фуниевидни образувания, чиято приблизителна форма може да бъде дайковидна. Aко богата на летливи вещества магма се намира в капан под нека, това може да предизвика натрупване на газове под високо налягане и експлозивно изригване. Ледената ерозия може да доведе до откриване на нека само от едната страна, а от другата да се запази непокътнат склон. Пример за това е Castle Rock в Единбург, Шотландия.
Обикновено вулканичните некове са по-устойчиви на ерозия, отколкото обграждащите ги скали. По тази причина, след като вулканът остане неактивен и повърхността му започне да ерозира, некът може да остане стърчащ нагоре над околния терен като удебелена колона.

## Състав
Вулканичният материал в нековете обикновено има състав, подобен на този на лавата и вулканичната пепел от съответния вулкан. Съставен е от вулканичен камък, пирокластични материали, или комбинация от двете. Може също така да включва фрагменти и блокове от сгъстени, грубозърнести скали с високо съдържание на желязо и магнезий и по-ниско на силиций. Предполага се, че материалът, от който са изградени е транспортиран възходящо от места, дълбоко под земната кора или дори от горната част на мантията. Много некове са до голяма степен, или изцяло, съставени от фрагментиран вулканичен материал от всякакъв вид. Нек, който носи особено силен отпечатък от експлозивни ерупции на богата на газове магма се наричат диатрема. Скалните породи, които образуват нековете обикновено са силно модифицирани от постмагматични газове и течности, преминаващи през канала. Много често нековете представляват структури, богати на различни руди.

## Някои от най-известните некове
Големи количества некове, включително и диатреми, се срещат по цялото земно кълбо, като особено много са в западната част на САЩ, в Германия, Южна Африка, Танзания, и Сибир. Най-голямото количество некове, концентрирани на едно място са тези на платото Антрим в Северна Ирландия. Едни от най-големите и известни некове в света са:
- Дяволската кула – Един от най-известните вулканични некове и първият природен феномен в САЩ, обявен за национален паметник. Издига се на 386 m над пресечения терен на североизточния щат Уайоминг. Повечето геолози изчисляват възрастта му най-малко на 50 милиона години. През 1977 година Стивън Спилбърг избира мястото за приземяване на извънземните във филма „Близки срещи от третия вид“.[9]
- Питоните – Това са два нека в карибската островна държава Сейнт Лусия. Разположени са близо един до друг и изглеждат като два островърхи хълма. Височината на първия е 771 m, а на втория – 743 m. Включени са в Списъка на световното културно и природно наследство на ЮНЕСКО.[4]
- Айлса крейг – вулканичен нек в морето край едноименния необитаем остров в Шотландия. Издига се на 340 m над водата и маркира мястото на древен вулкан. Възрастта му е определена на около 500 милиона години. Най-качествените камъни за кърлинг се изработват именно от неговите фини гранитни скали.[4]
- Скалната крепост Сигирия (Лъвската скала) – скално плато в центъра на остров Шри Ланка, обитавано от праисторически времена. Това е древен вулканичен нек на неопределена възраст с височина 370 m над морското равнище, който се вижда от доста голямо разстояние над равната територия на острова. До 14 век на върха му се е намирал будистки манастир.[4]
- Кръглата глава (Орехът) – стръмен вулканичен нек в залива Fronting Stanley на остров Тасмания, Австралия. Висок е 143 m и на него е изграден туристически лифт за изкачване до върха.[4]
- Таунг калат – вулканичен нек в планината Попа, централната част на Мианмар с височина 737 m. На върха е изграден будистки манастир, който заема почти всеки сантиметър от площта му.[4]
- Шипрок – едър, назъбен нек, остатъка от гърлото на древен вулкан, разположен в североизточната част на Ню Мексико, САЩ. Издига се на 482 метра над околния пустинен пейзаж. Възрастта му е датирана на 27 милиона години. Получава името си в средата на 19 век, когато туристи отбелязват приликата му с огромен кораб. Скалното образувание е свещено за навахите и присъства в техните най-съкровени митове. Във връзка с това, от 1970 година изкачването на нека е изрично забранено.[2][4][5]
- Връх Капсики – намира се близо до село Rhumsiki в северната част на Камерун. Той е един от най-високите вулканични некове на Земята, издигащ се на 1224 m над околните ерозирали скали. Има забележимо фалически вид, което привлича безплодните жени от местните племена векове наред, както и много туристи в наши дни.[4]
- Троски – това е двойка базалтови вулканични некове в областта Чешки рай, Чехия. Единият е наречен Пани и е висок 57 m, а вторият е Старицата с височина 47 m. Между 14 и 17 век на върховете им съществува крепостта Троски, строена и възстановявана няколко пъти, с прекрасна гледна точка за наблюдение на арендатори и нахлуващи войски.[4]
- Скалата Моро – закръглен вулканичен нек, с височина от 177 m, позната забележителност в Калифорния. Получава името си през 1542 година от португалския изследовател Хуан Родригес Кабрило. Ползван е за добив на камъни при строителството на вълнолома на едноименния залив, но през 1968 година това вече е забранено.[4]

В България има няколко по-изявени некове. Този на Челопешкия вулкан е изграден от лавови брекчи (андезити до шошонити и латити). Воздолският нек също е изграден от лавови брекчи с късове от 20 до 80 cm, споени с лавов материал. В спойката в източната му периферия се появява седиментен материал (пясъчници до гравелити). Количеството на тази седиментна спойка се повишава към краищата на тялото, където той формира малки лещи и слоеве. Това показва наличие на седиментация по времето на образуването му, както и началото на неговата денудация и преотлагане под формата на късове в по-младите пясъчници.